# Misión de las Naciones Unidas en Sudán
La Misión de las Naciones Unidas en Sudán (también conocida como UNMIS por sus siglas en inglés) fue una fuerza multinacional de mantenimiento de la paz desplegada en Sudán desde 2005 hasta el 2011. El mandato de la UNMIS fue establecido el 24 de marzo de 2005 por la aprobación de la resolución 1590 del Consejo de Seguridad de las Naciones Unidas y prorrogado por sucesivas resoluciones del mismo organismo. El surgimiento de la UNMIS fue consecuencia directa del acuerdo de paz entre el Gobierno de Sudán y el Movimiento de Liberación del Pueblo Sudanés del 5 de enero de 2005.

## Rol de la UNMIS
La misión principal de la UNMIS fue suministrar apoyo para la aplicación del Acuerdo General de Paz entre las partes firmantes; facilitar el movimiento de refugiados y desplazados internos a sus zonas originarias, incluyendo su asistencia humanitaria; asistir a las partes en las labores de desminado y la protección de los derechos humanos en Sudán, en especial de los grupos vulnerables como refugiados, niños y mujeres.

## Actualidad
El mandato de la UNMIS terminó el 9 de julio después de la finalización del período de transición establecido por el Gobierno de Sudán y el Movimiento de Liberación del Pueblo Sudanés, durante la firma del Acuerdo de Paz Mundial, el 9 de enero de 2005.
Actualmente las Naciones Unidas mantienen una misión sobre el territorio de Sudán que es la Misión de Asistencia de las Naciones Unidas en la República de Sudán del Sur (UNMISS)